# Gare de Macamic
La gare de Macamic (anciennement Hatherly et Makamik) est une gare ferroviaire située à Macamic au Québec (Canada). Le bâtiment voyageurs, qui a été construit en 1910, est le seul qui a été construit par le National Transcontinental Railway qui est encore existant en Abitibi-Témiscamingue.

## Situation ferroviaire
La gare est située au point millaire 87,2 de la subdivision Taschereau du Canadien National. Elle est située le tracé du chemin de fer National Transcontinental, qui reliait Winnipeg à Moncton.

## Histoire
La gare de Hatherly a été construite en 1910 à cinq kilomètres à l'ouest de son emplacement actuel. Elle a été construite selon le plan-norme F initialement développé par le Grand Tronc à la fin du XIXe siècle et adopté par après par le National Transcontinental Railway. Il s'agit d'un modèle conçue pour les petites communautés et qui intègre la résidence du chef de gare. La gare de Hatherly était cependant mal située par rapport à la communauté naissance de Macamic, les colons ayant préféré s'établir à l'embouchure de la rivière Loïs sur le lac Macamic. En 1916, la gare est découpée en morceau et déplacé à son emplacement actuel. Elle est aussi agrandie d'un entrepôt du côté ouest.
Elle sert de gare pour la mine Noranda à Noranda avant que la ligne entre Taschereau et Rouyn soit complétée en 1928. Le chemin de fer est resté le seul lieu terrestre avant l'ouverture de la route entre Val-d'Or et Mont-Laurier en 1939. Le développement du réseau routier à partir des années 1950 va faire décroitre l'importance de la gare. Elle est délaissée durant les années 1980 et menacée de démolition. Le 13 février 1989, elle est citée comme immeuble patrimonial par la ville de Macamic. Elle est désignée comme gare ferroviaire patrimoniale le 7 janvier 1994 par la Commission des lieux et monuments historiques du Canada. En 1997, Via Rail met fin à son service entre Cochrane et Senneterre.[réf. souhaitée] La gare est restaurée par la ville de Macamic en 1999 et 2000. Elle sert depuis d'hôtel de ville pour la municipalité. Elle est par ailleurs la plus ancienne gare encore existante en Abitibi-Témiscamingue.